# Комиссаров, Олег Николаевич
Комиссаров Олег Николаевич (родился 28 декабря 1982, Балаково Саратовская область, СССР) — российский боксёр-любитель, мастер спорта международного класса, серебряный призёр чемпионата Европы (2006), обладатель Кубка мира (2005).
Первый тренер: Трухляев И. К. (1996—2000) Тренеры: Кадин В. В., Черноиванов А. С.

## Спортивная карьера

### Чемпионат Европы по боксу 2006года
На чемпионате Европы 2006 года Олег завоевал серебряную медаль, проведя пять поединков:
- 1/16 финала: победа над шведом Эриком Ротом по очкам (24:11)
- 1/8 финала: победа над киприотом Йонасом Христодоулу ввиду неявки противника
- 1/4 финала: победа над белорусским боксёром Сергеем Евстафьевым за явным преимуществом по очкам в третьем раунде
- 1/2 финала: победа над венгром Дьюлой Кате из-за травмы в четвёртом раунде
- финал: поражение болгарину Борису Георгиеву по очкам (25:17)